# Josef Kohlman
Josef Kohlman (magyar nyelven: Kollmann József, Třebíč, Morvaország, 1808. szeptember 30. – Çengelköy (ma Isztambul része), Oszmán Birodalom, 1889. június 23.) honvédvezérkari őrnagy, majd honvédvezérkari ezredes. A török hadseregben ezredes, majd krími háborúban tábornok, az 1877–78-as orosz–török háborúban vezérkari főnök.

## Életútja
Katonacsaládból származott, apja cs. k. százados, német vagy cseh nemzetiségű. Az ifjú Kohlman a bécsújhelyi katonai akadémián végzett. 1827-től zászlós, 1848 tavaszán főszázados az 52/3-as gyalogezredben. 1848. júniustól részt vett a délvidéki harcokban, ahol Kiss Ernő táborkari tisztjeként teljesített szolgálatot. 1848 szeptember 22-től honvédvezérkari őrnagy, a Jelačić elleni sereg vezérkari főnöke. 1848 október 20-tól ezredesi rangban a feldunai hadtest vezérkari főnöke, ezredessé való előléptetését a pákozdi csatában tanúsított magatartásával érdemelte ki. Perczel Mór délvidéki hadjárata idején, 1848 november közepétől a délvidéki hadseregnél szolgált. 1849 márciusától a 4. hadtest vezérkari főnöke, majd hadosztályparancsnoka volt. 1849 május 8-án 3. osztályú katonai érdemjellel tüntették ki. 1849. július 7-től a bánáti bányakerületnél parancsnok.
A szabadságharc végén a cs. kir. hadbíróság halálra ítélte, de ő török földre menekült, felvette a muzulmán vallást, Macar Feyzullah bej néven a török hadsereg egyik legjobb tisztje lett. A krími háborúban 1855-ben Kars váránál harcolt, majd Kmety Györggyel Plevnát védte az oroszokkal szemben. Később az 1877–78-as orosz–török háborúban az ázsiai török csapatok vezérkari főnöke volt. A Boszporusz ázsiai partján, Çengelköyben halt meg.